# Armenië op het Eurovisiesongfestival 2024

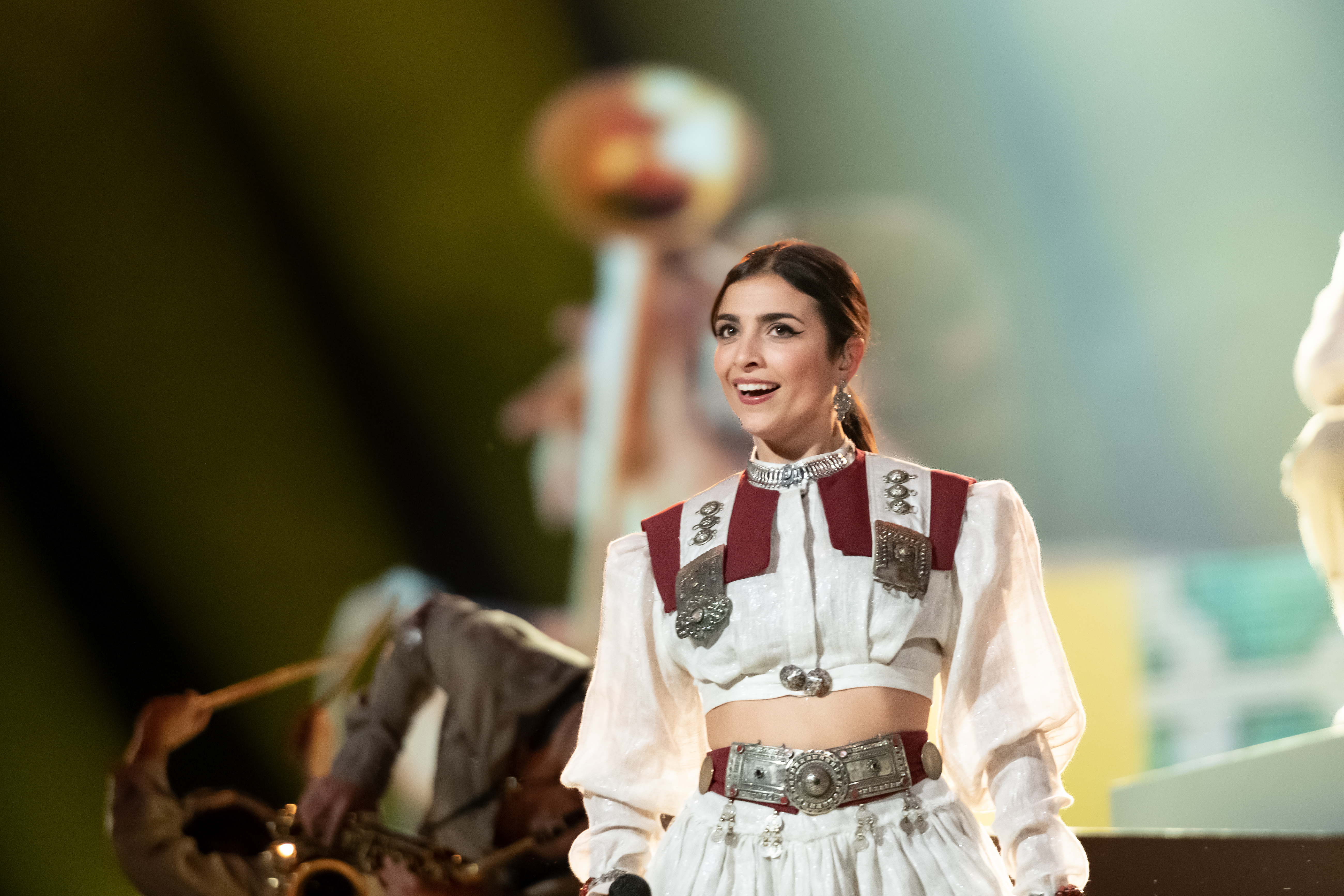
Ladaniva tijdens de repetities in Malmö.

Armenië nam deel aan het Eurovisie Songfestival 2024 in Malmö, Zweden, nadat het intern de Frans-Armeense band Ladaniva had geselecteerd om het land te vertegenwoordigen met het nummer Jako. Op 9 maart 2024 werd aangekondigd dat Ladaniva voor Armenië zou zingen, en op 13 maart 2024 werd bekendgemaakt dat dit gebeurt met het nummer Jako, dat uitgebracht werd in 2023. Opvallend, het nummer Jako werd geproducet door de Belgische muzikant-producer Jasper Maekelberg, die deel uit maakt van de Belgische band Balthazar.

## In Malmö
Armenië nam deel aan de tweede halve finale op 9 mei 2024 en trad daarin als achtste land op, na Denemarken en voor Letland. Armenië plaatste zich voor de grote finale en trad daar op als 19de land. Armenië behaalde de 8ste plaats met 183 punten. 
2006 · 2007 · 2008 · 2009 · 2010 · 2011 · 2012 · 2013 · 2014 · 2015 · 2016 · 2017 · 2018 · 2019 · 2020-2021 · 2022 · 2023 · 2024 · 2025
Albanië · Armenië · Australië · Azerbeidzjan · België · Cyprus · Denemarken · Duitsland · Estland · Finland · Frankrijk · Georgië · Griekenland · Ierland · IJsland · Israël · Italië · Kroatië · Letland · Litouwen · Luxemburg · Malta · Moldavië · Nederland · Noorwegen · Oekraïne · Oostenrijk · Polen · Portugal · San Marino · Servië · Slovenië · Spanje · Tsjechië · Verenigd Koninkrijk · Zweden · Zwitserland